# Yu Tamura
Yu Tamura (田村 友 Tamura Yu?, Fukuoka, 22 de noviembre de 1992) es un exfutbolista japonés que jugaba como defensa.

## Trayectoria

### Clubes
| Club                         | País  | Año       |
| ---------------------------- | ----- | --------- |
| Avispa Fukuoka               | Japón | 2015-2018 |
| Urawa Reds (cedido)          | Japón | 2017      |
| Montedio Yamagata            | Japón | 2018-2020 |
| Thespakusatsu Gunma (cedido) | Japón | 2019      |
| S. C. Sagamihara             | Japón | 2020      |